# When the World Falls Down
When the World Falls Down è il primo album del gruppo musicale heavy metal Balance of Power, pubblicato nel 1997.

## Il disco
Il full-length, dopo un'introduzione tastieristica, inizia con "Against the Odds", un brano tendente al power dagli sprazzi catchy e infarcito da un lungo assolo. Subito dopo ascoltiamo "Overnight Sensation", pezzo AOR tipicamente anni '80. Si parla invece di progressive rock con "Can't Close the Book" e "Balance of Power", entrambe ricche di cambi di tempo ma anche di interessanti pezzi tastieristici. Un arpeggio di chitarra semi-acustica ci avvia a "Hide Your Heart", che ricorda molto il sound dei Narnia per la presenza di un assolo a tratti neoclassicheggiante e per l'interpretazione vocale di Ritchie. Le lyrics dei Balance Of Power sono spesso poetiche e spaziano tra vari temi riguardanti la fede e la religione. La settima traccia "Don't Wait Until Tomorrow" può essere considerata la migliore del disco, per struttura compositiva, sound (che varia tra AOR, hard rock e heavy metal), esecuzione e lyrics, le quali invitano ad affidare la propria vita a Dio, senza aspettare un momento: "Now I'm lying here without You / I can't get You off my mind / Life without You is so empty / How could I be so unkind / Take my hand / Is it too late for sorry? / Why can't it be / Just You and me?".
Dopo "Something for Your Head" arriva il momento di una ballad dal titolo "When Love Is on Your Side", in cui sono da evidenziare su tutto gli assoli e i riff di chitarra. Ritornano infine i cambi di velocità e di tempo nella decima traccia "The Real Thing (Carry on Dreaming)".
L'ultimo pezzo cantato è "These Are the Days", puro melodic rock acustico, mentre a concludere l'album è il brano strumentale "Summer's Over".

## Tracce
1. "96.11.28;1400"
2. "Against the Odds"
3. "Overnight Sensation"
4. "Can't Close the Book"
5. "Hide Your Heart"
6. "Balance of Power"
7. "Don't Wait Until Tomorrow"
8. "Something for Your Head"
9. "When Love Is on Your Side"
10. "The Real Thing (Carry on Dreaming)"
11. "These Are the Days"
12. "Summer's Over"

## Formazione
- Tony Ritchie - voce
- Paul Curtis - chitarra
- Bill Yates - chitarra
- Ivan Gunn - tastiere
- Chris Dale - basso
- Lionel Hicks - batteria

Altri musicisti
- Doogie White - voce
- Tony O'Hara - voce